# 小板门水道
小板门水道是位于中国舟山群岛东部的一条国际航道，在小板岛与黄兴岛之间，南北走向，可以通行20万—30万吨级的海轮。该航道是中国南北水路交通的主航道，上海港往中国南方及东南亚的航路多经此。航道西侧的小龟岛上建有小板门灯塔，为来往船舶导航。小板门水道也是浙江省岱山县和舟山市普陀区的分界线。此航道内也常年也有渔民打渔为生。